# Знедолені (фільм, 1917)

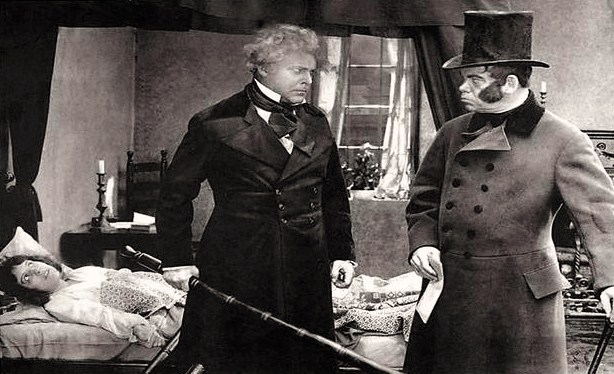
Сцена з фільму «Знедолені», 1917

«Знедолені» (фр. Les Misérables) — американський німий чорно-білий кінофільм, поставлений у 1917 році режисером Френком Ллойдом. Екранізація однойменного роману Віктора Гюго 1862 року.

## Синопсис
Жан Вальжан, простий чесний французький робітник, проводить майже двадцять років у в'язниці за крадіжку буханця хліба, вчинену ним, щоб прогодувати свою сім'ю. Коли «жовтий паспорт» Вальжана (отриманий ним як колишнім засудженим злочинцем) робить практично неможливим побудувати нове життя, Жан краде столове срібло у католицького єпископа, який нагодував його та надав місце для ночівлі. Поліція знаходить Вальжана зі сріблом та повертає його до єпископа, щоб той підтвердив факт крадіжки, але єпископ на подив Жана розповідає поліції, що срібло було його подарунком, а потім дає Жану ще й срібні свічники, кажучи, що той помилково залишив їх та що вони були частиною подарунка. Вальжан використовує гроші, щоб почати нове життя під іншим ім'ям, урешті-решт стати мером невеликого міста. Але поліція продовжує підозрювати Вальжана, а інспектор Жавер невпинно переслідує Вальжана, щоб довідатися про його справжню особистість та довести минулі злочини.

## В ролях
| Актор(ка)        |   | Роль              |
| ---------------- | - | ----------------- |
| Вільям Фарнум    | … | Жан Вальжан       |
| Гарді Керкленд   | … | Жавер             |
| Джордж Мосс      | … | єпископ Мірієль   |
| Гретчен Гартман  | … | Фантіна           |
| Джевел Кармен    | … | Козетта           |
| Кіттеннс Рейчерт | … | Кзетта у дитинсті |
| Гаррі Спайнглер  | … | Маріус Понмерсі   |
| Дороті Бернард   | … | Епоніна           |
| Едвард Елкас     | … | Тенардьє          |
| Міна Росс        | … | мадам Тенардьє    |
| Ентоні Філліпс   | … | Гаврош            |

## Особливості
До сценарію фільму, написаного режисером фільму Френком Ллойдом у співавторстві з Марком Роббінсом, ввійшла лише частина роману Віктора Гюго, але він включав деякі з «найвідоміших» подій, таких, як історія єпископа, який дав Вальжану срібні свічники для того, щоб той почав нове життя та вуличні заворушення, що були частиною Французької революції.